# Doubt!
《Doubt!》（ダウト）是天乃咲哉的日本漫画作品之一，在《月刊Comic電擊大王》（ASCII Media Works）由2012年10月號至2014年3月號連載。

## 作品概要
初中畢業但已經負債累累的主角神崎一縷被父親委託找出父親的私生女，而報酬是借款一筆勾销。因此神崎回到高中部，調查高中新入學的妹妹。

## 登場人物
神埼一縷（（かんざき イチル））
高中一年級生。
藤堂飛鳥（（とうどう あすか））
水城真魚（（みずき まな））
立花彪（（たちばな あや））
神埼廻（（かんざき めぐる））
神埼真紀（（かんざき まき））
神埼一縷的母親
神埼一縷的叔母
龍司（（りゅうじ））

## 单行本
| 冊數 | ASCII Media Works | ASCII Media Works      |
| 冊數 | 發售日期          | ISBN                   |
| ---- | ----------------- | ---------------------- |
| 1    | 2012年11月27日    | ISBN 978-4-04-891191-7 |
| 2    | 2013年4月27日     | ISBN 978-4-04-891615-8 |
| 3    | 2013年9月27日     | ISBN 978-4-04-891940-1 |
| 4    | 2014年2月27日     | ISBN 978-4-04-866294-9 |

## 外部連結
- .   [2014-02-22]. （原始内容存档于2013-11-08）. （日語）